# جون فاريل (شاعر)
جون فاريل (بالإنجليزية: John Farrell)‏ هو شاعر أسترالي، ولد في 18 ديسمبر 1851 في بوينس آيرس في الأرجنتين، وتوفي في 8 يناير 1904 في سيدني في أستراليا.